# Retiro maculatus
Espèce
Retiro maculatus est une espèce d'araignées aranéomorphes de la famille des Macrobunidae.

## Distribution
Cette espèce est endémique de l'État de Rio de Janeiro au Brésil,. Elle se rencontre vers Itatiaia.

## Description
La femelle holotype mesure 2,6 mm.

## Systématique et taxinomie
Cette espèce a été décrite par Mello-Leitão en 1915.

## Publication originale
- Mello-Leitão, 1915 : « Algunas generos e especies novas de araneidos do Brasil. » Broteria, vol. 13, p. 129-142.